# Kangerlussuaq (fjord i Grönland, Qeqqata, lat 66,50, long -52,12)
Kangerlussuaq är en fjord i Grönland (Kungariket Danmark).   Den ligger i kommunen Qeqqata, i den sydvästra delen av Grönland, 260 km norr om huvudstaden Nuuk.